# Halina Robótka
Halina Maria Robótka (ur. 20 kwietnia 1946 w Szubinie) – historyk i archiwista, specjalizująca się w archiwistyce i historii najnowszej oraz w zakresie zarządzania dokumentacją tradycyjną i elektroniczną (w biurze i archiwach bieżących). 

## Życiorys
W 1964 roku ukończyła I Liceum Ogólnokształcące w Bydgoszczy i podjęła studia historyczne ze specjalnością pedagogiczną i archiwistyczną na Uniwersytecie Mikołaja Kopernika w Toruniu. Ukończyła je w 1969 roku. Dwa lata pracowała w Archiwum Państwowym w Bydgoszczy, po czym w 1971 podjęła pracę w Zakładzie Archiwistyki UMK, gdzie w 1980 roku obroniła pracę doktorską pt. Mapa jako obiekt archiwalny. Promotorem był Andrzej Tomczak. W 1994 roku uzyskała, na podstawie rozprawy Kancelaria urzędów administracji państwowej w II Rzeczypospolitej, stopień doktora habilitowanego nauk humanistycznych. W 2001 roku otrzymała stanowisko profesora nadzwyczajnego, a od 2005 jest profesorem zwyczajnym. 
W obszarze zainteresowań badawczych Haliny Robótki znajduje się przede wszystkim dokumentacja nieaktowa, ze szczególnym uwzględnieniem geodezyjno-kartograficznej i technicznej, kwestia komputeryzacji archiwów oraz zarządzanie dokumentacją we współczesnych instytucjach i kształcenie archiwistów. Jest autorką skryptów i podręczników dla studentów archiwistyki, m.in. takich tytułów jak: "Wprowadzenie do archiwistyki" (wyd. 2002, 2003), "Opracowanie i opis archiwaliów. Podręcznik akademicki" (wyd. 2010) oraz współautorką (razem z B. Ryszewskim i A. Tomczakiem) podręcznika "Archiwistyka" (wyd. 1989). H. Robótka jest promotorem 120 prac licencjackich i magisterskich oraz 5 rozpraw doktorskich. Profesor aktywnie uczestniczy w pracach Stowarzyszenia Archiwistów Polskich Oddział w Toruniu, jest członkiem Polskiego Towarzystwa Historycznego, była też członkiem Centralnej Komisji Metodycznej oraz Rady Archiwalnej przy NDAP. Obecnie jest kierownikiem Zakładu Zarządzania Dokumentacją i Informacji Archiwalnej UMK, utworzonego w 2006 roku.

## Odznaczenia
- Złoty Krzyż Zasługi (2003)[2]

## Wybrane publikacje
- Rozwój form kancelaryjnych i współczesne rodzaje dokumentów archiwalnych: dokumentacja geodezyjno-kartograficzna (1985, ISBN 83-231-0015-2)
- Metodyka archiwalna: opracowanie dokumentacji geodezyjno-kartograficznej, technicznej, audiowizualnej (fotografii, filmów i mikrofilmów, nagrań) (1988, ISBN 83-231-0080-2)
- Archiwistyka (1989, wspólnie z Bohdanem Ryszewskim i Andrzejem Tomczakiem, ISBN 83-01-08686-6)
- Kancelaria urzędów administracji państwowej w II Rzeczypospolitej: (procesy aktotwórcze) (1993, ISBN 83-231-0419-0)
- Wprowadzenie do archiwistyki (2002, ISBN 83-231-1397-1)
- Opracowanie i opis archiwaliów (2010, ISBN 978-83-231-2505-1)
- Współczesna biurowość: zagadnienia ogólne (2010, ISBN 978-83-231-2483-2)
- Dorobek naukowy i dydaktyczny toruńskiego ośrodka archiwistyki (2011, redakcja pracy zbiorowej, ISBN 978-83-231-2650-8